# Planiphalangodus robustus
Genre
Espèce
Planiphalangodus robustus, unique représentant du genre Planiphalangodus, est une espèce d'opilions laniatores de la famille des Gonyleptidae.

## Distribution
Cette espèce se rencontre au Brésil dans l'État de Santa Catarina et en Argentine dans la province de Misiones.

## Description
La femelle holotype mesure 10 mm.

## Publications originales
- Roewer, 1929 : « Weitere Weberknechte III. (3. Ergänzung der: "Weberknechte der Erde", 1923). » Abhandlungen der Naturwissenschaftlichen Verein zu Bremen, vol. 27, p. 179–284.